# يو/تكس رانغلرز
يو/تكس رانغلرز هو فريق كرة سلة فلبيني أٌسس عام 1975.